# Alicia Hurley
Alicia Elizabeth Hurley (* 1988 in Ottawa) ist eine kanadische Biathletin.
Alicia Hurley lebt in Camrose. Sie begann 1999 mit dem Biathlonsport und startet für Camrose Ski Club und die Augustana Vikings. Hurley studierte Sporterziehung am Campus Camrose der University of Alberta, wo sie auch aktiv Sport betrieb bis 2009 von Jacqueline Akerman trainiert wurde. 2006 wurde sie als Ottawas Biathletin des Jahres ausgezeichnet. Sie startete bei den Nordamerika-Meisterschaften im Sommerbiathlon 2008 in Canmore, wo sie Neunte des Einzels, Zehnte des Sprints und Elfte der Verfolgung wurde. In der Gesamtwertung des Biathlon-NorAm-Cup 2008/09 wurde sie Sechste, ohne jedoch einen Podestplatz erreichen zu können. Höhepunkt der Saison wurden die Nordamerikanischen Meisterschaften im Biathlon 2009 in Valcartier. Hurley belegte im Einzel den 14. im Sprint den 17. und mit Alexandre Dumond und Dave Endleman den 12. Staffelplatz. Es waren zugleich die kanadischen Meisterschaften, in deren Wertung Hurley in allen drei Rennen Sechste wurde. Im Biathlon-NorAm-Cup 2009/10 wurde sie 19. der Gesamtwertung. Bei den Kanadischen Meisterschaften 2010 in Canmore kamen erneut drei Top-Ten-Platzierungen hinzu.
Nach dem Studium arbeitete sie im Sportmanagement der University of Alberta, danach beim Chelsea Nordiq Ski Club und anschließend als Veranstaltungskoordinatorin im Sportbereich der University of the Fraser Valley, wo sie mittlerweile Associate Director of Athletics ist. Sie lebt in Abbotsford.